# Kościół św. Antoniego z Padwy w Żukowie
Kościół św. Antoniego z Padwy w Żukowie – katolicki kościół filialny zlokalizowany we wsi Żukowo w gminie Suchań, w powiecie stargardzkim (województwo zachodniopomorskie). Należy do parafii Matki Bożej Nieustającej Pomocy w Suchaniu.

## Historia i architektura
Murowany z kamieni narzutowych kościół wzniesiony został pod koniec XV wieku. Jest to budowla salowa, sytuowana na rzucie prostokąta, z zamkniętym trójbocznie prezbiterium od strony wschodniej. W ścianach nawy umieszczone są wysoko osadzone okna, zakończone ostrołukowo. Świątynię nakrywa dwuspadowy dach. Od zachodniej strony kościoła znajduje się wieża, nakryta barokowym hełmem.
Wnętrze kościoła nakryte jest drewnianym, belkowanym stropem. Nad wejściem znajduje się XIX-wieczna drewniana empora z prospektem organowym. W prezbiterium umieszczony jest częściowo zachowany barokowy ołtarz.
Po II wojnie światowej kościół został poświęcony jako świątynia katolicka w dniu 13 czerwca 1947 roku przez ks. Stefana Strzałkowskiego TChr.